# ハーヴェスト・レコード
ハーヴェスト・レコード（Harvest Records）とは、イギリスEMIが、1969年に傘下に設立したレコード・レーベルの名称。

## 歴史
EMIで渉外を担当していたマルコム・ジョーンズの提案がきっかけとなり設立。イギリスのアンダーグラウンド音楽シーンで人気を集め始めていたプログレッシブ・ロックやハードロックに対応するため、パーロフォン、コロムビア・レコードといったEMI傘下の他レーベルから適任のバンド・アーティストを移籍させる形で陣容を整えた。
そういった形で集められたバンドの中に、ディープ・パープル（パーロフォンより）、ピンク・フロイド（コロムビアより）などがいた。ピンク・フロイドはハーヴェスト設立1年後に『原子心母』でレーベル初の全英1位をもたらし、経営基盤を確立（1973年には『狂気』で初のビルボード1位も成し遂げられている）。その後もフォークにいたるまで多彩な人材を輩出し、イギリスの音楽界での存在感を確固たるものとした。
1970年代中盤に差し掛かるころ、パンク・ロックなどの音楽の新しい潮流が見え始めると、ハーヴェストと同様のコンセプトで開かれた他レコード会社の傘下レーベル、ヴァーティゴ（フィリップス傘下）、デラム（英デッカ・レコード傘下）などが次々と方針変更や活動休止を余儀なくされる中、ハーヴェストはセインツ、ワイヤーなどパンク・ニュー・ウェイヴに対応したバンドを発掘し、新しい時代に対応していった。
だが有力アーティストがレーベルとしてのEMIに集約されるようになると、ハーヴェストは規模を縮小。1990年代以降は新作のリリースはほとんどなく、過去の音源の編集版などが出される程度となっている。
日本においては、同レーベルの作品は東芝EMIから発売されたが、徳間音楽工業が1970年に｢ハーヴェスト・レコード｣の商標を登録していたため、通常のオデオンレコードもしくはEMIレコードのレーベル内に同レーベルのロゴと「An EMI Recording」の文字を入れたレーベルが使用された。

## 所属していた主なアーティスト・バンド
- アイク&ティナ・ターナー
- エレクトリック・ライト・オーケストラ
  - ザ・ムーブ
  - ウィザード
  - ロイ・ウッド
- クォーターマス
- サード・イアー・バンド
- サディスティック・ミカ・バンド
- スコーピオンズ（イギリス配給）
- ソフト・マシーン
  - ケヴィン・エアーズ
- ディープ・パープル
- バークレイ・ジェイムス・ハーヴェスト
- ピンク・フロイド
  - シド・バレット
  - デヴィッド・ギルモア
  - リチャード・ライト
  - ニック・メイスン
  - ロジャー・ウォーターズ
- フォーカス
- プリティ・シングス
- ベーブ・ルース
- ロイ・ハーパー
- ワイヤー

## 関係したスタッフ
- クリス・トーマス
- アラン・パーソンズ